# 美しすぎて
『美しすぎて』（うつくしすぎて、Trop belle pour toi） は、1989年制作のベルトラン・ブリエ監督によるフランス映画。第42回カンヌ国際映画祭審査員グランプリと第15回セザール賞最優秀作品賞を受賞している。
日本語字幕担当は、山下達郎や大貫妙子らが在籍したことで有名なロックバンド「シュガー・ベイブ」の元ベーシスト・寺尾次郎である。

## ストーリー
パリ郊外で高級車のディーラーをしているベルナールには、教養もあり美しい妻のフロランスがいる。ある日彼の元へ派遣秘書としてコレットがやってくる。ベルナールは、美しすぎる妻でなく、決して綺麗とは言えない平凡な中年女性コレットに何故か惹かれていく。

## キャスト
- コレット - ジョジアーヌ・バラスコ： 派遣秘書。太めのオールドミス。
- ベルナール - ジェラール・ドパルデュー： 高級車のディーラー。
- フロランス - キャロル・ブーケ： ベルナールの美しすぎる妻。
- コレットの隣人 - キャロル・ブーケ（二役）
- パスカル - フランソワ・クリュゼ： コレットの恋人。売れない小説家。
- マルチェロ - ローラン・ブランシュ（フランス語版）
- レオンス - ディディエ・ベニューロ（フランス語版）